# Agathe Quiniou
Agathe Quiniou (født 31. oktober 2000 i Brest, Frankrig) er en kvindelig fransk håndboldspiller, der spiller i Brest Bretagne Handball i Division 1 Féminine, som målvogter.